# Wijnbouw in Italië

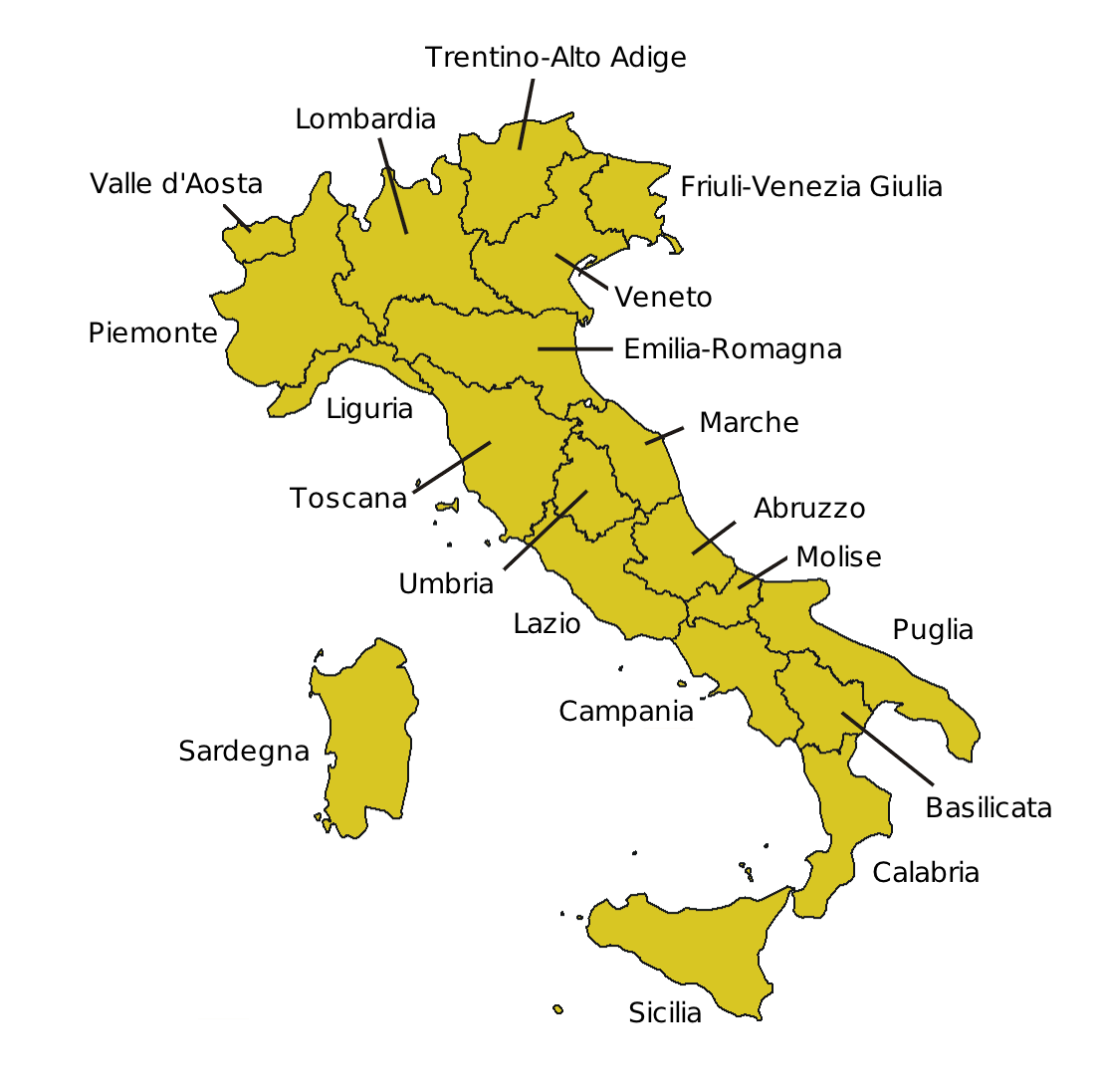
(Wijn)regio's in Italië

Italië is een van de belangrijkste wijnproducerende en -exporterende landen van de wereld. Het land heeft een productie van ongeveer 53 miljoen hectoliter wijn per jaar.

## Algemeen
In ieder deel van het land wordt wijn geproduceerd. Daardoor kan de indeling in wijnregio's van Italië samenvallen met de normale indeling in regio's van het land. Hierom worden er diverse wijnregio's onderscheiden, die op hun beurt ook weer in kleinere regio's zijn opgedeeld.
Ongeveer 18% van alle wijn die wereldwijd geproduceerd wordt is afkomstig uit Italië en 30% van alle Europese wijnen komt uit dit land. Desondanks is slechts 8% van de wijnen, die door Nederlanders gedronken worden, Italiaans.
Doordat het land verschillende klimaten kent, koeler en continentaler in het noorden, en warmer in het zuiden, zijn er grote verschillen tussen de wijnbouw van diverse regio's.
Het land kent een grote verscheidenheid aan druivenrassen. De belangrijkste, de sangiovese, heeft met 71.000 hectare nog steeds een aandeel van minder dan 10% van het totaal.
| Druivenras    | Bebouwd areaal |
| ------------- | -------------- |
| Sangiovese    | 71.558         |
| Trebbiano     | 54.919         |
| Montepulciano | 34.824         |
| Catarratto    | 34.794         |
| Merlot        | 28.042         |
| Barbera       | 20.608         |
| Chardonnay    | 19.709         |
| Glera         | 19.621         |
| Pinot Grigio  | 17.281         |
| Nero d'Avola  | 16.595         |

### Speciale wijnsoorten
Speciale Italiaanse wijnsoorten zoals lambrusco en vermout zijn zo bekend, dat leken op wijngebied de wijnen herkennen.
De recioto della Valpolicella (uit Veneto, Noord-Italië) en de vin santo uit Toscane zijn speciale wijnen. Na het oogsten worden de druiven een tijd uitgespreid op een laag stro. Door het drogen neemt de concentratie suiker en smaakstoffen in het nog aanwezige sap toe. Deze wijn zal zoet maar ook rijk van smaak zijn.

## Classificatiesysteem

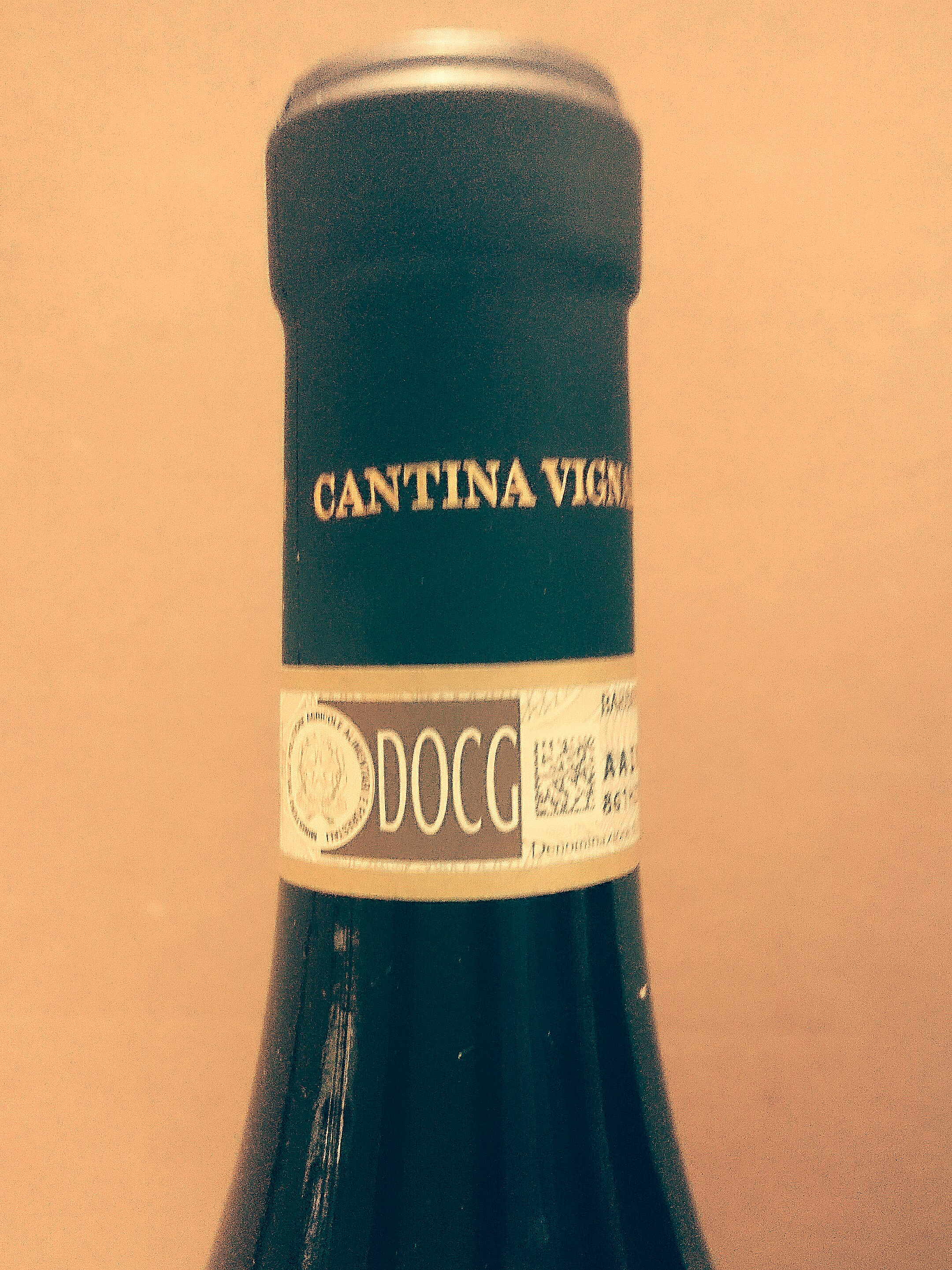
DOCG keurmerk

De wijnclassificatie van Italië is gebaseerd op die van Frankrijk. Van hoog naar laag zijn de vier kwaliteitsaanduidingen:
- De hoogste eisen qua kwaliteit worden gesteld aan wijnen met de aanduiding DOCG, wat een acroniem is voor Denominazione di Origine Controllata e Garantita. DOCG is sinds 1992 wettelijk ingevoerd als wijnkwalificatie en wordt alleen toegekend aan individuele wijnbouwers of producenten. Voor DOCG is er een speciale verzegeling van de flessen.
- De markering DOC staat sinds 1963 wettelijk voor Denominazione di origine controllata, en garandeert een bepaalde kwaliteit. De wijnen komen uit een begrensd gebied en voldoen aan vastgestelde productie-eisen.
- Indicazione Geografica Tipica (IGT) de wijn komt uit een bepaald geografisch gebied en verder zijn er geen kwalificaties die een kwaliteitseis impliceren.
- Verder kan Italiaanse wijn ook als vino da tavola (tafelwijn), dat zijn eenvoudige wijnen op basisniveau.

## Statistieken
Wijnbouw komt bijna in heel Italië voor al krimpt het areaal net als in veel andere Europese landen. De voornaamste wijngebieden zijn Veneto, Emilia-Romagna en Puglia. Deze drie regio’s namen in 2014 bijna 50% van de totale productie voor hun rekening. Er wordt in het land bijna evenveel witte als rode wijn geproduceerd. Wijn met een DOP aanduiding heeft een aandeel van 41% in het totaal en de IGP wijnen 34% in 2014.
Ongeveer de helft van de wijn wordt geëxporteerd. In 2014 was dit 20 miljoen hl met een waarde van 5 miljard euro. De drie grootste exportmarkten waren Duitsland, het Verenigd Koninkrijk en de Verenigde Staten. Nederland stond op de negende plaats met 440.000 hl en België op de 14e plaats met 300.000 hl.
| Jaar      | Totaal areaal (x 1000 ha) | Wijnproductie | Productie (hl/ha) | Wijnconsumptie | Wijnconsumptie per hoofd (in l) |
| --------- | ------------------------- | ------------- | ----------------- | -------------- | ------------------------------- |
| 1986-90   | 1063                      | 65.715        | 61,8              | 36.621         | -                               |
| 1991-95   | 985                       | 60.768        | 61,7              | 35.122         | -                               |
| 1996-2000 | 909                       | 54.386        | 59,8              | 31.950         | -                               |
| 2001-05   | 863                       | 46.936        | 54,4              | 28.504         | -                               |
| 2006      | 843                       | 52.036        | 61,7              | 27.332         | 46,3                            |
| 2007      | 838                       | 45.981        | 54,9              | 26.700         | 44,9                            |
| 2008      | 825                       | 46.970        | 56,9              | 26.166         | 43,7                            |
| 2009      | 812                       | 47.314        | 58,3              | 24.100         | 40,0                            |
| 2010      | 795                       | 48.525        | 61,0              | 24.624         | 40,7                            |
| 2011      | 776                       | 42.772        | 55,1              | 23.052         | 37,9                            |
| 2012      | 769                       | 45.616        | 59,3              | 22.633         | 37,1                            |
| 2013      | -                         | 54.029        | -                 | 21.795         | 36,4                            |
| 2014      | -                         | -             | -                 | 20.400         | -                               |